# Yoel Romero
Yoel Romero Palacio (Pinar del Río, 30 aprile 1977) è un lottatore di arti marziali miste ed ex lottatore olimpico cubano.
Nella lotta libera ha vinto una medaglia d'argento alle Olimpiadi di Sydney 2000 e un quarto posto alle Olimpiadi di Atene 2004; nel suo palmares può vantare anche un mondiale vinto nel 1999 e il successo ai giochi panamericani di Santo Domingo 2003, il tutto nella categoria fino agli 85 kg.
Dal 2009, dopo il suo espatrio in Germania avvenuto due anni prima, è diventato un lottatore professionista di MMA combattendo nella categoria dei pesi medi per l'organizzazione statunitense UFC; in precedenza ha combattuto anche nella Strikeforce come peso massimo leggero. Nel 2020 si accasa alla Bellator MMA.
È il fratello maggiore di Yoan Pablo Hernández, pugile campione dei pesi cruiser WBA, WBC e IBF.

## Carriera nella lotta libera
Già parte della nazionale cubana senior di lotta nel 1997, l'anno successivo Romero vince la medaglia di bronzo ai campionati mondiali di lotta in Iran. Nel 1999 trionfò al campionato mondiale di Turchia e ottenne un terzo posto ai giochi panamericani in Canada. Nel 2000 rappresentò Cuba alle Olimpiadi di Sydney nella categoria fino agli 85 kg: in semifinale sconfisse agevolmente l'iraniano Amir Reza Khadem ma in finale si arrese al fuoriclasse russo Adam Sajtiev.
Negli anni a seguire ottenne un bronzo e un argento mondiali (anche in questo caso venne battuto da Saitiev) e vinse i giochi panamericani di Santo Domingo 2003; alle Olimpiadi di Atene 2004 arrivò quarto, venendo sconfitto dal vincitore finale Cael Sanderson con il risultato di 3-2 e dal russo Sazhid Sazhidov; lo stesso Sanderson in carriera venne sconfitto tre volte da Romero.
Nel 2005 arrivò secondo ai mondiali di Budapest venendo sconfitto in finale da Revaz Mindorashvili e dopo la vittoria al Grand Prix di Germania nel 2007 prese la decisione di trasferirsi definitivamente in Europa, dove già viveva il fratello minore Yoan Pablo Hernández.

## Carriera nelle arti marziali miste

### Inizi
Emigrato in Germania nel 2007 subito dopo la vittoria della sua ultima competizione di lotta, Romero iniziò la sua carriera nelle MMA nel dicembre 2009 all'età di trentadue anni. In meno di due anni affrontò quattro incontri tra Germania e Polonia vincendoli tutti per KO o KO tecnico, dimostrando subito ottime doti di kickboxing oltre al suo pedigree di fuoriclasse nella lotta.

### Strikeforce
Nel 2011 firma un contratto con la prestigiosa organizzazione statunitense Strikeforce ed esordisce in settembre nella divisione dei pesi mediomassimi contro il top fighter Rafael "Feijão" Cavalcante, subendo la prima sconfitta in carriera per KO durante la seconda ripresa.
Dopo l'esordio un infortunio al collo lo tenne distante dalla gabbia fino al 2013, durante il quale la UFC rilevò la Strikeforce di fatto dismettendo quest'ultima e mettendo sotto contratto buona parte dei suoi atleti tra cui lo stesso Romero.

### Ultimate Fighting Championship
L'esordio di Romero nella nuova federazione avvenne il 20 aprile 2013 all'evento UFC on Fox: Henderson vs. Melendez, dove mise KO Clifford Starks al primo round; avrebbe poi dovuto lottare quattro mesi dopo contro Derek Brunson, ma prima Brunson e poi il suo rimpiazzo Brian Houston s'infortunarono e così Romero tornò in gabbia in novembre contro il brasiliano Ronny Markes, vincendo ancora per KO.
Nel 2014 si confermò tra i primi quindici della divisione grazie alle vittorie sugli ostici Brunson e Brad Tavares; in settembre si impose per KO sul numero sei dei ranking Tim Kennedy: al termine della seconda ripresa vi fu un "giallo" riguardante una pausa eccessivamente prolungata di Romero, il quale stese Kennedy nell'ultimo round. 
Nel febbraio 2015 avrebbe dovuto affrontare l'ex campione Strikeforce ed ADCC Ronaldo "Jacaré" Souza, ma quest'ultimo accusò una polmonite ed il match venne posticipato ad aprile. Ad una settimana dall'evento Romero subì uno strappo al legamento del menisco che lo costrinse a rinunciare all'incontro.
A maggio affrontò l'ex campione dei pesi mediomassimi UFC Lyoto Machida. Dopo un incredibile scambio in piedi sia nel primo e nel secondo round tra i due lottatori, Romero riuscì a portare Machida al tappeto con un velocissimo takedown e dalla posizione dominante mandò a segno numerose gomitate sul volto del brasiliano, ottenendo così la vittoria per KO alla terza rirpesa. Con questa vittoria venne premiato con il riconoscimento Performance of the Night. A dicembre affronta all'evento UFC 194 Souza: dopo tre round molto equilibrati, Romero vince l'incontro per decisione non unanime, nonostante la maggior parte dei media diede come vincitore il brasiliano.
Il 13 gennaio Romero venne notificato dalla USADA per il possibile fallimento di un test anti-doping: l'8 febbraio Romero e il suo agente spiegarono che subito dopo l'incontro l'atleta aveva assunto dei supplementi che si rivelarono essere contaminati. Il 23 marzo venne annunciato che Romero aveva presentato ricorso per la sua sospensione; successivamente il suo team e la USADA patteggiarono un accordo per ottenere una sospensione di soli nove mesi, ma Romero decise di non accettare l'accordo e aspettare quindi un giudizio dalla federazione anti-doping. Il 4 aprile entrambe le parti raggiunsero un accordo per una sospensione di sei mesi: la USADA rivelò che Romero era risultato positivo all'Ibutamoren, uno stimolante ormonale, ma in seguito venne effettuata una prova sul prodotto non aperto utilizzato da Romero; dai risultati non venne rilevata nessuna sostanza illegale, che in effetti non appariva nella tabella illustrativa del prodotto stesso. Romero quindi annunciò di voler fare causa alla casa produttrice entro le prossime settimane. Il risultato dell'incontro con Souza non venne cambiato, dato che i test anti-doping effettuati prima e dopo l'incontro risultarono negativi.
A novembre 2016 Romero si ritrovò ad affrontare l'ex campione dei pesi medi UFC Chris Weidman all'evento UFC 205, in un incontro che avrebbe stabilito il prossimo contendente al titolo. Romero, nelle prime due riprese, si ritrovò in netta difficoltà sia in piedi e sia al tappeto, mostrando un non eccellente cardio; al terzo round, tuttavia, Romero sorprese Weidman con una ginocchiata in salto e il colpo fu talmente devastante da dover interrompere l'incontro per KO tecnico. Con questa vittoria ottenne il premio Performance of the Night.
L'8 luglio affrontò nel main event di UFC 213 l'australiano Robert Whittaker per il titolo ad interim dei pesi medi, ma alla fine dei cinque round Romero subisce la prima sconfitta in UFC per decisione unanime. L'11 febbraio affronta Luke Rockhold con ancora in palio il titolo dei pesi medi ad interim (nel frattempo Whittaker è stato promosso campione indiscusso, dopo la perdita del titolo da parte di Michael Bisping in favore di Georges St-Pierre e il rilascio del titolo da parte di quest'ultimo per motivi di salute), ma pur vincendo non gli viene assegnata la cintura poiché Romero supera il limite di peso raggiungendo le 187.7 libbre.
Il 9 giugno 2018 sfida di nuovo Whittaker: inizialmente l'incontro aveva in palio il titolo dei pesi medi, ma Romero sforò per la seconda volta il limite di peso e pertanto non avrebbe potuto diventare campione nemmeno in caso di vittoria; al termine dei cinque round, comunque, Romero viene sconfitto per decisione non unanime ed entrambi gli atleti vengono insigniti del premio Fight of the Night.
Nel gennaio 2019 Romero vince la causa contro l'azienda farmaceutica il cui prodotto aveva portato alla squalifica semestrale inflittagli dalla USADA (ricevendo un risarcimento record di 27 milioni di dollari) e pertanto torna eleggibile: il 17 agosto dello stesso anno affronta il promettente Paulo Costa a UFC 241 venendo sconfitto per decisione unanime; al termine del match entrambi gli atleti ricevono il riconoscimento Fight of the Night.
Il 7 marzo 2020 affronta Israel Adesanya ancora una volta con il titolo dei pesi medi in palio: il deludente incontro, tuttavia, si chiude con un'altra sconfitta per decisione unanime. Il 4 dicembre, dopo aver rifiutato in agosto un incontro con Uriah Hall, annuncia di voler uscire dal contratto con la UFC.

### Bellator MMA
Il 14 dicembre 2020 firma un contratto per più incontri con la Bellator MMA, debuttando probabilmente l'anno successivo nella divisione dei pesi mediomassimi.

## Risultati nelle arti marziali miste
Gli incontri segnati su sfondo grigio si riferiscono ad incontri di esibizione non ufficiali o comunque non validi per essere integrati nel record da professionista.
| Risultato | Record | Avversario        | Metodo                                    | Evento                                  | Data              | Round | Tempo | Città                             | Note |
| --------- | ------ | ----------------- | ----------------------------------------- | --------------------------------------- | ----------------- | ----- | ----- | --------------------------------- | --- |
| Sconfitta | 15-7   | Vadim Nemkov      | Decisione (unanime)                       | Bellator 297                            | 16 giugno 2023    | 5     | 5:00  | Chicago, Stati Uniti              | Per il titolo dei pesi mediomassimi Bellator |
| Vittoria  | 15-6   | Melvin Manhoef    | KO (gomitate)                             | Bellator 285                            | 23 settembre 2022 | 3     | 3:24  | Dublino, Irlanda                  | |
| Vittoria  | 14-6   | Alex Polizzi      | KO Tecnico (pugni)                        | Bellator 280                            | 6 maggio 2022     | 3     | 4:59  | Parigi, Francia                   | |
| Sconfitta | 13-6   | Phil Davis        | Decisione (split)                         | Bellator 266                            | 18 settembre 2021 | 3     | 5:00  | San Jose, California, Stati Uniti | Ritorno nei pesi mediomassimi |
| Sconfitta | 13-5   | Israel Adesanya   | Decisione (unanime)                       | UFC 248: Adesanya vs. Romero            | 7 marzo 2020      | 5     | 5:00  | Las Vegas, Stati Uniti            | Per il titolo dei pesi medi UFC |
| Sconfitta | 13-4   | Paulo Costa       | Decisione (unanime)                       | UFC 241: Cormier vs. Miocic 2           | 17 agosto 2019    | 3     | 5:00  | Anaheim, Stati Uniti              | Fight of the Night |
| Sconfitta | 13-3   | Robert Whittaker  | Decisione (non unanime)                   | UFC 225: Whittaker vs. Romero 2         | 9 giugno 2018     | 5     | 5:00  | Chicago, Stati Uniti              | Incontro catchweight, Fight of the Night |
| Vittoria  | 13-2   | Luke Rockhold     | KO (pugni)                                | UFC 221: Romero vs. Rockhold            | 10 febbraio 2018  | 3     | 1:48  | Perth, Australia                  | Incontro catchweight (187.7 libbre); inizialmente l'incontro era valevole per il titolo dei pesi medi ad interim, ma Romero superò il peso consentito e divenne ineleggibile per il titolo |
| Sconfitta | 12-2   | Robert Whittaker  | Decisione (unanime)                       | UFC 213: Romero vs. Whittaker           | 8 luglio 2017     | 5     | 5:00  | Paradise, Stati Uniti             | Per il titolo dei pesi medi UFC ad interim, Fight of the Night |
| Vittoria  | 12-1   | Chris Weidman     | KO Tecnico (ginocchiata in salto e pugni) | UFC 205: Alvarez vs. McGregor           | 12 novembre 2016  | 3     | 0:24  | New York, Stati Uniti             | Performance of the Night |
| Vittoria  | 11-1   | Ronaldo Souza     | Decisione (non unanime)                   | UFC 194: Aldo vs. McGregor              | 12 dicembre 2015  | 3     | 5:00  | Las Vegas, Stati Uniti            | Romero risultò positivo all'Ibutamoren |
| Vittoria  | 10-1   | Lyoto Machida     | KO (gomitate)                             | UFC Fight Night: Machida vs. Romero     | 27 giugno 2015    | 3     | 1:38  | Hollywood, Stati Uniti            | Performance of the Night |
| Vittoria  | 9-1    | Tim Kennedy       | KO Tecnico (pugni)                        | UFC 178: Johnson vs Cariaso             | 27 settembre 2014 | 3     | 0:58  | Las Vegas, Stati Uniti            | |
| Vittoria  | 8–1    | Brad Tavares      | Decisione (unanime)                       | UFC on Fox: Werdum vs. Browne           | 19 aprile 2014    | 3     | 5:00  | Orlando, Stati Uniti              | |
| Vittoria  | 7–1    | Derek Brunson     | KO Tecnico (pugni e gomitate)             | UFC Fight Night: Rockhold vs. Philippou | 15 gennaio 2014   | 3     | 3:23  | Duluth, Stati Uniti               | |
| Vittoria  | 6–1    | Ronny Markes      | KO (pugni)                                | UFC: Fight for the Troops 3             | 6 novembre 2013   | 3     | 1:39  | Fort Campbell, Stati Uniti        | |
| Vittoria  | 5-1    | Clifford Starks   | KO (ginocchiata in salto e pugni)         | UFC on Fox: Henderson vs. Melendez      | 20 aprile 2013    | 1     | 1:32  | San Jose, Stati Uniti             | Debutto in UFC e nei pesi medi. |
| Sconfitta | 4–1    | Rafael Cavalcante | KO (ginocchiata e pugni)                  | Strikeforce: Barnett vs. Kharitonov     | 10 settembre 2011 | 2     | 4:51  | Cincinnati, Stati Uniti           | Debutto in Strikeforce |
| Vittoria  | 4–0    | Laszlo Eck        | KO (pugno)                                | Fight of the Night 2011                 | 27 maggio 2011    | 1     | 0:33  | Greding, Germania                 | |
| Vittoria  | 3–0    | Ņikita Petrovs    | KO Tecnico (ritiro)                       | Superior FC 4: MMA Fight Night          | 5 marzo 2011      | 1     | 2:58  | Gießen, Germania                  | |
| Vittoria  | 2–0    | Michał Fijałka    | KO Tecnico (ritiro)                       | IFF: The Eternal Struggle               | 8 ottobre 2010    | 3     | 4:05  | Dąbrowa Górnicza, Polonia         | |
| Vittoria  | 1–0    | Sascha Weinpolter | KO Tecnico (pugni)                        | Fight of the Night 2009                 | 20 dicembre 2009  | 1     | 0:48  | Norimberga, Germania              | Debutto nei pesi mediomassimi |